# Ашраф Касем
Ашраф Касем Раман (араб. أشرف قاسم; нар. 25 липня 1966, Єгипет) — єгипетський футболіст та тренер, виступав на позиції захисника.

## Клубна кар'єра
Першим клубом Касема став «Замалек». у 1984 році дебютував у Прем'єр-лізі Єгипту, згодом став гравцем основного складу. У 1986 році виграв Лігу чемпіонів КАФ (2:0, 0:2 пен. 4:2 у фіналі з «Африка Спортс Абіджан»). Триразовий чемпіон країни (1988, 1992 та 1993) та володар кубку Єгипту (1988). У 1988 році разом з командою Афро-Азійського кубку. У сезоні 1993/94 років виступав у саудівський «Аль-Гіляль» й через рік повернувся до Європи. У 1995 році вигравав Суперкубок Африки разом з «Замалеком». У 1996 році вдруге виграв Лігу чемпіонів (1:2, 2:1 пен. 5:4 переміг «Шутінг Старз»), а в 1997 році виграв Суперкубок Африки та виграв другий Афро-Азійський кубок. Футбольну кар'єру розпочав 1997 року у віці 31 року.

## Кар'єра тренера
У футболці національної збірної Єгипту дебютував 1986 року. У 1990 році головний тренер єгипетської збірної Махмуд Ель-Гохарі викликав Рабі для участі в чемпіонаті світу 1990 року в Італії. На цьому турнірі був гравцем резервного складу та не зіграв жодного офіційного матчу. Виступав на Кубку африканських націй 1986 року (виграв чемпіонат Африки, реалізував вирішальний удар у серії пенальті у фіналі проти Камеруну) та Кубку африканських націй 1994 року. З 1984 по 1994 рік провів 74 матчі (3 голи) у футболці національної збірної Єгипту.

## Досягнення

### Як гравця
«Замалек»
- Прем'єр-ліга Єгипту
  -  Чемпіон (4): 1983/84, 1987/88, 1991/92, 1992/93

- Кубок Єгипту
  -  Володар (1): 1987/88

- Ліга чемпіонів КАФ
  -  Чемпіон (3): 1984, 1986, 1993

- Суперкубок КАФ
  -  Володар (1): 1994

- Переможець Кубка африканських націй: 1986